# Cabecar serratus
Cabecar serratus är en dagsländeart som beskrevs av Baumgardner och Ávila 2006. Cabecar serratus ingår i släktet Cabecar och familjen Leptohyphidae. Inga underarter finns listade i Catalogue of Life.